# فرناند بيكار (مهندس)
فرناند بيكار (بالفرنسية: Fernand Picard)‏ هو مهندس فرنسي، ولد في 21 فبراير 1906، وتوفي في 21 نوفمبر 1993.